# António Barreiros Ferreira
António Barreiros Ferreira é um arquitecto português.

## Biografia
Destacou-se como arquitecto, tendo uma das suas obras principais sido o recinto da Feira Internacional de Lisboa, em conjunto com Alberto França Dória. Também em parceria com Alberto Dória, nos princípios da década de 2000 foi responsável por um plano para a requalificação da zona marginal de Sesimbra, que englobaria a sobre-elevação do pavimento e das zonas de esplanadas até à praça da Califórnia, de onde sairia um passadiço até ao futuro molhe do Caneiro, que seria instalado no sentido fazer a retenção das areias. Este empreendimento incluía igualmente a supressão de um parque de estacionamento no local, que seria compensado pela criação de novas bolsas de estacionamento noutros pontos da marginal..
Outros trabalhos seus incluem o Nova School of Business & Economics, em Carcavelos, planeado em conjunto com Vítor Carvalho Araújo.
Em 2018 foi entrevistado pelo jornal Diário de Notícias sobre a Feira Internacional de Lisboa, tendo comentado que aquele complexo «deve ser entendido não como um edifício mas como um trecho urbano. [...] Ao passearmos à volta, é com muita dificuldade que conseguimos dizer onde é que se passa de fora para dentro da FIL», e que na sua concepção «foi muito útil estudar as cidades árabes, porque este edifício tem essa caracterização. Muitas vezes estamos dentro, em espaços que são abertos. A cidade islâmica, nesse sentido, é o oposto da cidade greco-romana, chamada ocidental. Nós saímos para a rua. Na cidade árabe nós entramos na rua».